# Francesco Napoli
 (octobre 2023).
Si vous disposez d'ouvrages ou d'articles de référence ou si vous connaissez des sites web de qualité traitant du thème abordé ici, merci de compléter l'article en donnant les références utiles à sa vérifiabilité et en les liant à la section « Notes et références ».
 (octobre 2023).
Pour les articles homonymes, voir Napoli.
Francesco Napoli, nom de scène de Francesco Napolitano (né le 26 février 1962 en Italie) est un chanteur italien faisant carrière essentiellement en Allemagne.

## Biographie
Fils d’un chanteur d’opéra, il apprend à jouer de la guitare et du piano. Il étudie d'abord le droit pendant quelques semestres. Après avoir acquis très jeune de l'expérience dans un groupe, il remporte un festival de musique à Naples. Un organisateur découvre le jeune artiste et le lance dans une tournée à travers l'Allemagne pour interpréter de l'italo disco.
Napoli sort trois singles disco qui ont peu d'attention. La grande percée a lieu en 1986 avec le medley Balla... Balla !, des chansons traditionnelles italiennes remixées dans le style disco, sorti dans 44 pays. Les ventes de plus de 12 millions de disques font de l'Italien une star internationale.
Francesco Napoli participe avec Viva l'amore, une chanson en allemand et en italien, à la sélection de l'Allemagne au Concours Eurovision de la chanson 1989. La chanson finit 8e des dix présentées.
Francesco Napoli chante en anglais, français, espagnol et italien, il produit un album en allemand avec la collaboration de producteurs et paroliers tels que Hanne Haller et Bernd Meinunger.

## Discographie

### Albums
- 1987 : Balla … the First Dance (BCM)
- 1988 : Magico (BCM)
- 1990 : Listen Now! (BMG Ariola)
- 1990 : Ciao – Balla Italia! (Hansa)
- 1992 : Arriva (Electrola)
- 1995 : Bellami (Hermanex B.v.)
- 1999 : Balla Balla [#1] (Brilliant)
- 2002 : Italian Hit Collection (A45)
- 2003: Marina (MCP)
- 2004 : Genesis (Dance Street / ZYX Music)
- 2005 : Besame Mucho (Silver Star Records)
- 2010 : Esistere – le mie Emozioni

### Singles
- 1982 : Arrivederci (RCA / Victor)
- 1984 : Luna tu (Metronome)
- 1986 : Stai con me (Viteka / Exit)
- 1987 : Balla … Balla! (BCM)
- 1987 : Ma quale idea (BCM)
- 1988 : Balla … Balla! Vol. 2 (BCM)
- 1989 : Si … -cara mia si- (BCM)
- 1990 : Ila, ila, ila (Hansa)
- 1991 : Domani (Hansa)
- 1992 : Questa Notte (de la bande orignale du film Go Trabi Go; Hansa)
- 1998 : Balla 2000 (ZYX Music)
- 1999 : Paloma Blanca (E.S.T Music, Mandy Morell & Francesco Napoli)
- 1999 : Ich brauche Liebe (E.S.T Music, Mandy Morell & Francesco Napoli)
- 2000 : Tornero (Jay Kay)
- 2001 : Lei Verra (Jay Kay)
- 2002 : Lady Fantasy
- 2003 : Stella (Dance Street / TIP Records)
- 2003 : Toc Toc Toc (Dance Street / TIP Records)
- 2004 : Sexy Lady (TIP Records)
- 2005 : Notte Chiara (Dance Street / ZYX Music)